# Prvonožina
Prvonožina je naseljeno mjesto u Republici Hrvatskoj u Zagrebačkoj županiji. Nalazi se u Vukomeričkim goricama, a administrativno je u sastavu grada Velike Gorice. Proteže se na površini od 1,37 km². Prema popisu stanovništva iz 2011. godine Prvonožina ima 42 stanovnika koji žive u 10 domaćinstava. Gustoća naseljenosti iznosi 31 st./km². Selo se prvi puta spominje 1495. godine.

## Stanovništvo
| Pregled broja stanovnika po godinama | Pregled broja stanovnika po godinama | Pregled broja stanovnika po godinama | Pregled broja stanovnika po godinama | Pregled broja stanovnika po godinama | Pregled broja stanovnika po godinama | Pregled broja stanovnika po godinama | Pregled broja stanovnika po godinama | Pregled broja stanovnika po godinama | Pregled broja stanovnika po godinama | Pregled broja stanovnika po godinama | Pregled broja stanovnika po godinama | Pregled broja stanovnika po godinama | Pregled broja stanovnika po godinama | Pregled broja stanovnika po godinama |
| ------------------------------------ | ------------------------------------ | ------------------------------------ | ------------------------------------ | ------------------------------------ | ------------------------------------ | ------------------------------------ | ------------------------------------ | ------------------------------------ | ------------------------------------ | ------------------------------------ | ------------------------------------ | ------------------------------------ | ------------------------------------ | ------------------------------------ |
| 1857.                                | 1869.                                | 1880.                                | 1890.                                | 1900.                                | 1910.                                | 1921.                                | 1931.                                | 1948.                                | 1953.                                | 1961.                                | 1971.                                | 1981.                                | 1991.                                | 2001.                                |
| 70                                   | 78                                   | 62                                   | 76                                   | 84                                   | 92                                   | 94                                   | 101                                  | 77                                   | 81                                   | 73                                   | 68                                   | 59                                   | 49                                   | 43                                   |

| broj stanovnika | 70    | 78    | 62    | 76    | 84    | 92    | 94    | 101   | 77    | 81    | 73    | 68    | 59    | 49    | 43    | 42    | 28    |
|                 | 1857. | 1869. | 1880. | 1890. | 1900. | 1910. | 1921. | 1931. | 1948. | 1953. | 1961. | 1971. | 1981. | 1991. | 2001. | 2011. | 2021. |